# Appolonia-Pfaus-Park

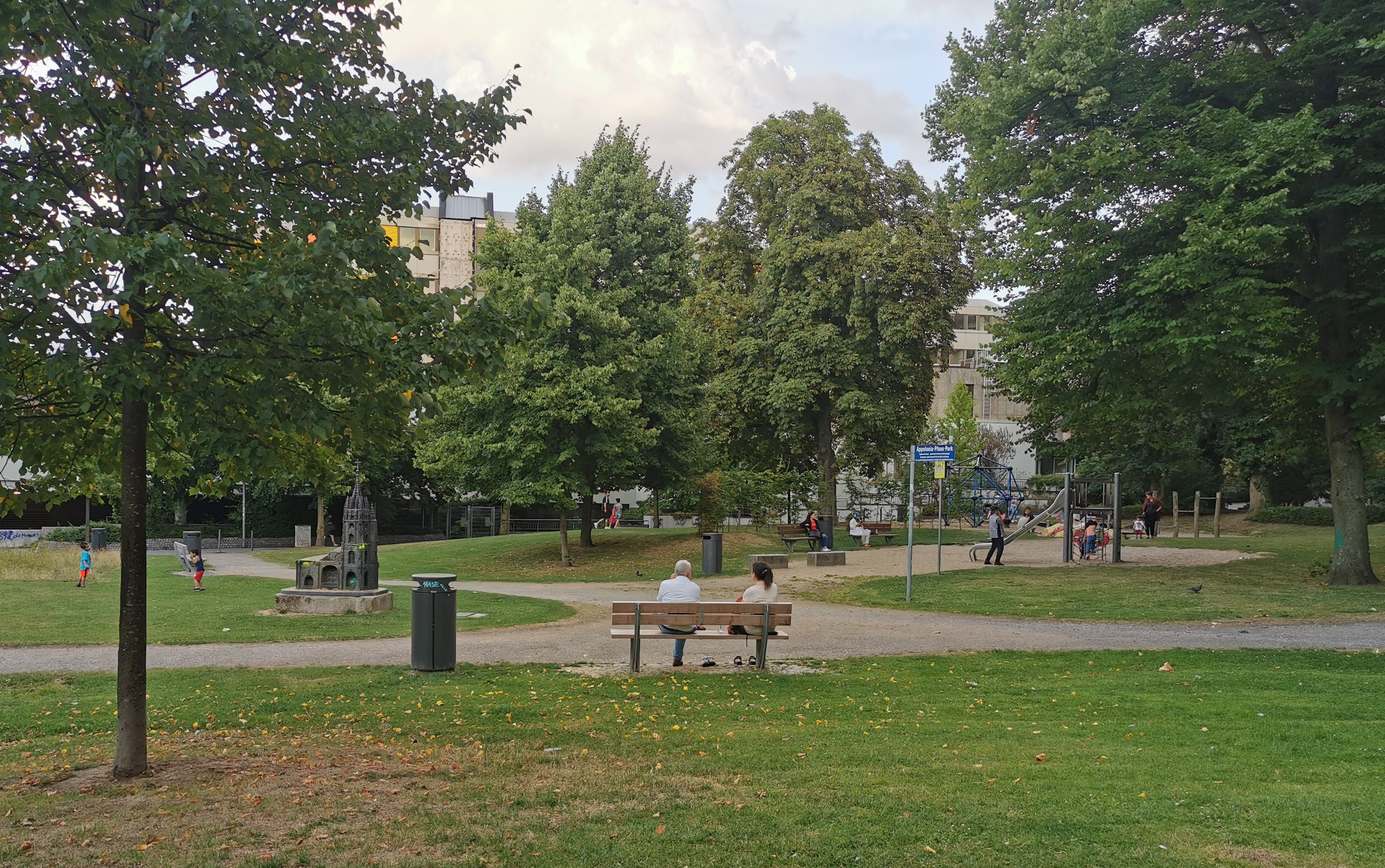
Der Appolonia-Pfaus-Park, 2022

Der Appolonia-Pfaus-Park ist eine kleine Parkanlage an der Windmühlenstraße in der Bochumer Innenstadt. Sie befindet sich zwischen der St. Joseph-Kirche, Musikschule, Volkshochschule, Stadtbücherei und dem Technischen Rathaus.
Die Benennung nach Appolonia Pfaus folgte 2004 durch den Rat der Stadt Bochum nach einem Vorschlag des VVN-BdA. Das Straßenschild erklärt: „Appolonia Pfaus gestorben im Konzentrationslager Auschwitz, stellvertretend für die Sinti und Roma, die von den Nationalsozialisten verfolgt und umgebracht wurden.“
In den Plänen zur Neuordnung der Innenstadt um das Rathaus ist vorgesehen, einen Teil des Parks zu bebauen. Nach einer Pressemeldung soll der Park durch die Neugestaltung mehr ins Blickfeld der Bevölkerung gerückt werden, da der Park kaum wahrgenommen wird. Dem widersprechen die Grünen, die den Park mehr aufwerten wollen. Die Initiative „Stadt für alle“ bemängelt die geplante Bebauung und das alternativen Vorschläge fehlen.